# 메밀밥
메밀밥은 한국 요리의 하나로 메밀을 같이 넣어 지은 밥이다.

## 같이 보기
- 밥 (한국 음식)